# Mark Ermler
Mark Fridrijovich Ermler (en ruso: Марк Фридрихович Эрмлер, Leningrado, 5 de mayo de 1932 – Seúl, 14 de abril de 2002) fue un director de orquesta ruso. Sus padres fueron Vera Bakun, una diseñadora de decorados para películas, y Friedrich Ermler, un director de cine.  Empezó a estudiar piano a los cinco años de edad.
Su primera aparición como director en el Teatro Bolshói fue en una producción del año 1957 de Cavalleria Rusticana. Otro hito destacado como director de ópera fue el estreno de la última ópera de Serguéi Prokófiev, Historia de un hombre real.  
Ermler destacó especialmente por su dirección de ballets.  Dirigió, entre otros, El lago de los cisnes, Petrushka, El pájaro de fuego, La bella durmiente y El cascanueces. Hizo grabaciones integrales de los tres ballets de Chaikovski con la orquesta de la Royal Opera House, Covent Garden. Se convirtió en el principal director invitado del Royal Ballet de Londres en 1985.
Ermler murió después de un ensayo con la Orquesta Filarmónica de Seúl. Dejó esposa, Dina, y una hija, Masha.

## Grabaciones seleccionadas
- Prokófiev - La historia de un hombre real. Bolshói, 1961, relanzado por Chandos.